# Polnische Sprache

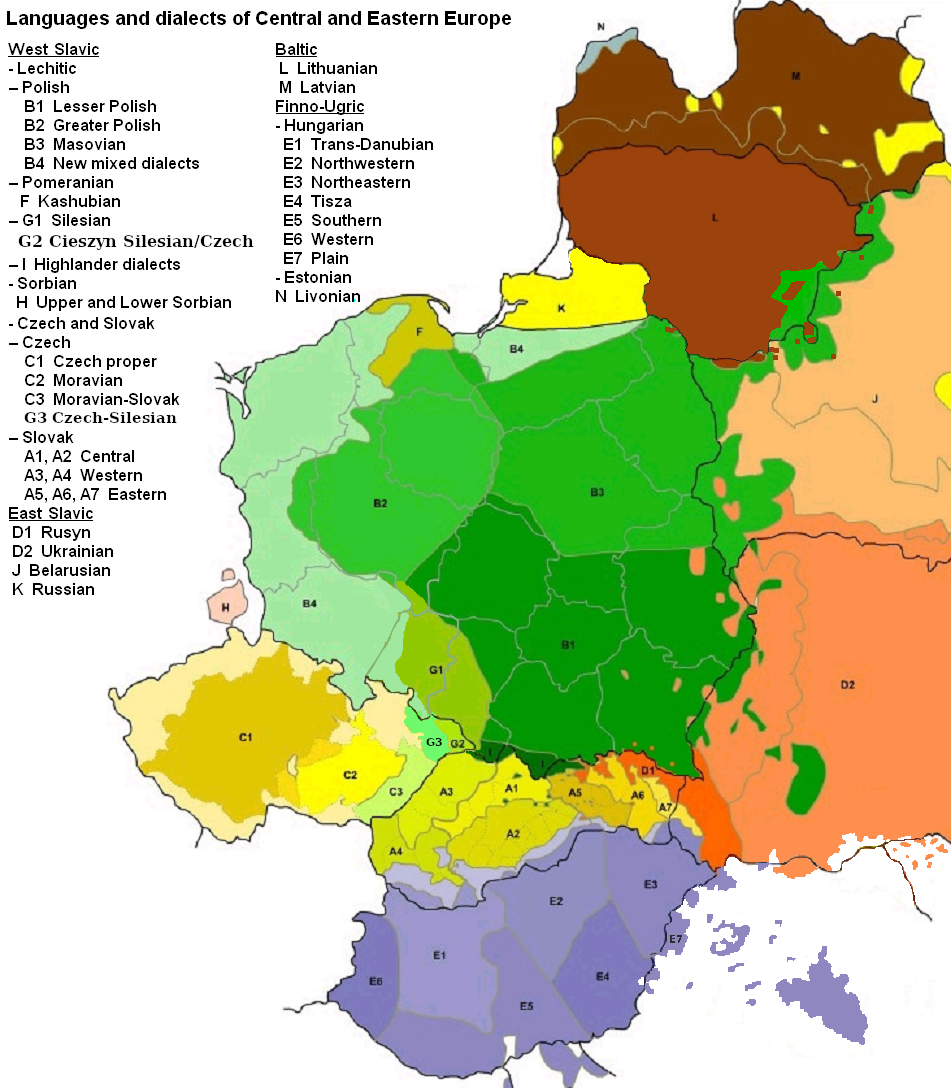
Sprachen und Dialekte in Ostmitteleuropa (Polnisch: hell-, mittel- und dunkelgrüne Töne)

Die polnische Sprache (im Polnischen język polski, polska mowa oder polszczyzna) ist eine westslawische Sprache aus dem slawischen Zweig der indogermanischen Sprachen. Zu ihren engsten Verwandten zählen das Kaschubische und die sorbischen Sprachen; große Ähnlichkeiten bestehen auch zum Tschechischen und Slowakischen.
Neben ihrem Status als Amtssprache Polens gehört sie seit dem Jahr 2004 zu den 24 Amtssprachen der Europäischen Union. Polnisch ist mit etwa 48 bis 55 Millionen Sprechern nach dem Russischen und vor dem Ukrainischen die slawische Sprache mit der zweitgrößten Sprecherzahl.
Polnisch wird mit dem lateinischen Alphabet geschrieben, ergänzt um die Buchstaben Ą, Ć, Ę, Ł, Ń, Ó, Ś, Ź und Ż. Mit der Pflege der polnischen Sprache ist der Polnische Sprachrat beauftragt. Die Wissenschaft, die sich mit der polnischen Sprache, Literatur und Kultur befasst, heißt Polonistik.

## Geschichte
Die ältesten heute bekannten polnischen Schriftzeugnisse sind Namen und Glossen in lateinischen Schriftstücken, insbesondere in der Bulle von Gnesen des Papstes Innozenz II. aus dem Jahr 1136, in der fast 400 einzelne polnische Namen von Ortschaften und Personen auftauchen. Den ersten geschriebenen vollständigen Satz fand man dagegen in der Chronik des Klosters Heinrichau bei Breslau. Unter den Einträgen des Jahres 1270 findet sich eine Aufforderung eines Mannes zu seiner mahlenden Frau. Day ut ia pobrusa. a ti poziwai (heutzutage Daj, ać ja pobruszę, a ty poczywaj), was in der Übersetzung ungefähr lautet: „Lass mich jetzt mahlen, und du ruh dich aus.“
Zu den frühesten Denkmälern der polnischen Sprache gehören die Bogurodzica – die erste polnische Hymne, die „Heilig-Kreuz-Predigten“ und die „Gnesener Predigten“. Später wurden auch religiöse Texte aus dem Lateinischen ins Polnische übertragen, beispielsweise der Florianer Psalter aus dem 14. Jahrhundert. Im 15. Jahrhundert wurde der Einfluss des Tschechischen zurückgedrängt und das Schriftpolnische emanzipierte sich vom Lateinischen. Nachdem Polnisch bis zum 16. Jahrhundert überwiegend von Geistlichen geschrieben wurde, etablierte es sich in der Folgezeit auch bei Adel und Bürgertum.
Die moderne polnische Literatursprache entwickelte sich im 16. Jahrhundert auf der Grundlage von Dialekten, die in Großpolen gesprochen wurden – der Gegend um Gnesen und Posen im Westen Polens. Aus dieser Zeit stammen die Eulenspiegel- sowie die Chronikliteratur von Marcin Bielski und die Prosaschriften von Mikołaj Rej. Ihr hohes sprachliches Niveau lässt auf eine lange gesprochene Tradition des Polnischen am Königshof, in der staatlichen Verwaltung sowie auch in der weltlichen und kirchlichen Rhetorik schließen. Im 16. Jahrhundert erreichte die polnische Sprache einen Stand, der sie wegen ihres Reichtums und ihrer Geschmeidigkeit zu den wichtigsten Sprachen Mitteleuropas aufsteigen ließ. Die Gebildeten der Renaissance kämpften um die weitere Entwicklung des Polnischen und seine Durchsetzung gegenüber dem Latein. „Die Völker außerhalb aber sollen wissen, dass die Polen keine Gänsesprache, sondern ihre eigene Sprache haben!“ (als „Gänsesprache“ ist hier Latein gemeint) lautete die berühmte Maxime des als Vater der polnischen Literatur geltenden Mikołaj Rej aus dem Jahre 1562.
Einen wesentlichen Einfluss auf die Entwicklung des Sprachbewusstseins und der Sprache der Polen hatten im 18. Jahrhundert und später auch die großen Nationaldichter wie Ignacy Krasicki, Adam Mickiewicz, Juliusz Słowacki, Aleksander Fredro, Henryk Sienkiewicz und Bolesław Prus.
Im Polnischen gibt es eine Reihe von Lehnwörtern aus dem Alttschechischen und Mittelhochdeutschen sowie aus dem Lateinischen und Griechischen; in jüngerer Zeit gingen Einflüsse auf die polnische Sprache insbesondere vom Italienischen, Französischen, Deutschen, Englischen, Ukrainischen, Belarussischen, Ungarischen und Türkischen, einige wenige vom Russischen und Jiddischen aus. Gegenwärtig ist ein besonders großer Einfluss des Englischen zu beobachten.

### Altpolnische Sprache
Das Altpolnische (język staropolski) ist der Vorläufer der mittelpolnischen Sprache und wurde zwischen dem 9. und 16. Jahrhundert gesprochen. Die größten Unterschiede zum heutigen Polnisch sind die zwei Tempusformen Aorist und Imperfekt. Diese verschwanden zwischen dem 14. und 15. Jahrhundert. Im 15. Jahrhundert verschwand auch der dritte Numerus, der Dual.
In der Aussprache hat sich der Lautwert folgender Buchstaben gegenüber dem heutigen (Standard-)Polnisch verändert:
- Ł ł – wurde wie dunkles „l“ ([⁠ɫ⁠]) ausgesprochen.
- Ą ą – wurde wie ein nasales „a“ ([⁠ã⁠]) ausgesprochen, daher auch heute „a“ mit Ogonek.
- Ó ó – wurde wie ein langes „o“ ([o:]) ausgesprochen, statt wie heute [⁠u⁠].

### Mittelpolnische Sprache
Mittelpolnisch (język średniopolski) bezeichnet die Sprachstufe, die zwischen dem 16. und 18. Jahrhundert gesprochen wurde. Das von Jan Kochanowski vorgeschlagene Alphabet für das Mittelpolnische besitzt 48 Buchstaben und lautet vollständig:
a á à ą b b́ c ć ç d θ θ´ θ˙ é è ę f g h ch i j k l ł m ḿ n ń o ó p ṕ q r ŗ ſ σ ß t v w ẃ x y z ź ƶ
(Den Buchstaben ç, θ, θ´, θ˙, ŗ, σ und ß entsprechen in der heutigen polnischen Sprache cz, dz, dź, dż, rz, ś und sz.)
In dieser Phase der polnischen Sprache verschwanden die „geneigten“ Vokale [⁠ɑ⁠]/[⁠ɒ⁠] (a), [⁠e⁠] (é) und [o:] (ó). Seit dem 17. bzw. 18. Jahrhundert wird das ą wie ein nasaliertes „o“ [ɔ̃] gesprochen.

## Verbreitung

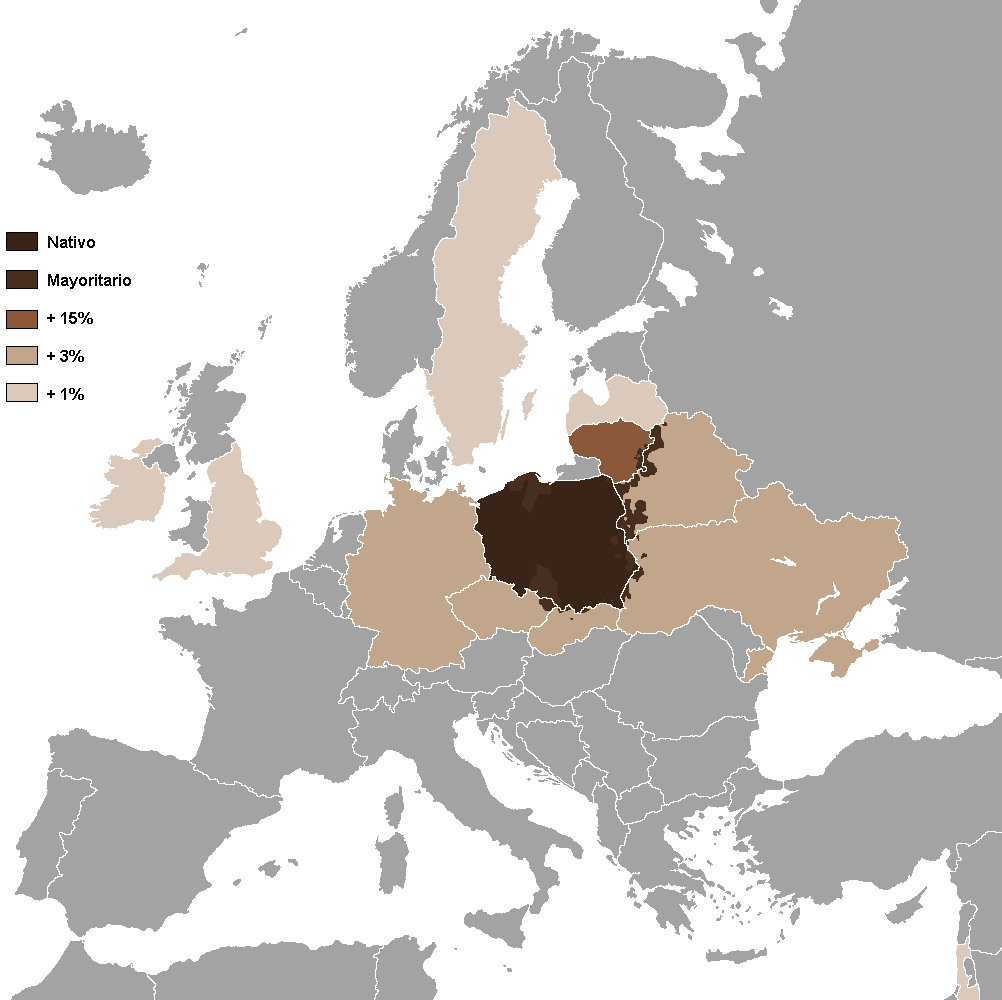
Sprachkenntnisse des Polnischen in Europa

Mit 38 Millionen Sprechern in Polen, 2 Millionen in Europa außerhalb Polens sowie mit etwa 8 Millionen Muttersprachlern außerhalb Europas gehört die polnische Sprache zu den 25 größten Sprachen der Welt.

### Europa
Polnisch ist die Nationalsprache Polens und eine der Amtssprachen der Europäischen Union. Die relative Homogenität der Bevölkerung Polens ist der Grund, weshalb Polnisch dort von fast allen Bürgern gesprochen wird. In den Nachbarstaaten Polens, allen voran in ehemaligen polnischen Gebieten, wird die Sprache von Minderheiten verwendet. Als Minderheitensprache ist Polnisch etwa in Litauen, Rumänien, der Slowakei, Tschechien und der Ukraine anerkannt. Herausragend ist die Verbreitung des Polnischen in Litauen, wo die Polen mit 6,3 % Bevölkerungsanteil die größte Minderheit stellen. In und um die Hauptstadt Vilnius mit ihrer polnisch-litauischen Vergangenheit ist die Anzahl an Polnischsprachigen besonders hoch, in einigen Gemeinden stellen sie sogar die absolute Mehrheit. Gemeinhin wird diesbezüglich von litauischem Polnisch gesprochen, welches eine Varietät des Hochpolnischen darstellt. In Belarus ist die polnischsprachige Bevölkerung vor allem in der Gegend von Grodno verbreitet. In der heutigen Ukraine ist diese insbesondere in der nach dem Zweiten Weltkrieg von Polen abgetretenen Stadt Lemberg vertreten, wo heute noch die charakteristische Lemberger Färbung des Polnischen verwendet wird. Kleinere Ballungen Polnischsprachiger finden sich zudem in Russland.
Neben der territorialhistorisch bedingten heutigen Ausdehnung kommt hinzu, dass viele Polen ihre Sprache als Auswanderer ins europäische Ausland brachten. In Europa finden sich die absolut größten Sprecherzahlen in absteigender Folge in Deutschland, Großbritannien und Frankreich. Bereits Ende des 19. Jahrhunderts siedelten viele Polen (die Ruhrpolen) im Ruhrgebiet, es folgten weitere Immigrationswellen in der zweiten Hälfte des 20. Jahrhunderts. Etwa 1,5 Millionen Menschen in Deutschland haben einen polnischen Migrationshintergrund, ein Großteil von ihnen spricht die polnische Sprache. In letzter Zeit wächst die polnischsprachige Gemeinschaft vor allem in Nordeuropa bzw. Skandinavien. In Island und Norwegen sind die Polen die größte, in Irland die zweitgrößte und in Schweden die drittgrößte Minderheit des Landes (Stand: 2012). In England und Wales war Polnisch laut einer Volkszählung von 2011 mit über einer halben Million Sprechern nach Englisch die zweitmeistgesprochene Erstsprache. In der Europäischen Union zählt es zu den fünf meistgesprochenen Muttersprachen.

### Amerika, Australien und Asien
In den Vereinigten Staaten von Amerika finden sich größere Zahlen Polnischsprachiger in den Bundesstaaten Illinois, Michigan, Ohio, New York und New Jersey. Neben New York City bildet der Raum um Chicago eine Art Zentrum der polnischen Diaspora. Von den geschätzten zehn Millionen Polish Americans, US-Amerikanern mit polnischer Herkunft, sprechen laut US-amerikanischem Zensus weniger als eine Million die polnische Sprache. In Kanada finden sich polnischsprachige Gemeinden in Ontario, besonders konzentriert in Toronto. Eine größere Zahl Polnischsprachiger gibt es auch in den südlichen brasilianischen Bundesstaaten Paraná und São Paulo, hier besonders in der Stadt Curitiba. Überdies wird Polnisch vor allem von Auswanderern und ihren Nachkommen in Argentinien, Australien und Israel gesprochen.

### Polnisch als Fremdsprache
In Deutschland wird das Polnische als ordentliches Schulfach in Berlin, Brandenburg, Sachsen und Mecklenburg-Vorpommern angeboten, wobei es meist in der Grenzregion zu Polen gelehrt wird. Im deutschsprachigen Raum wird der Studiengang der Polonistik oder Polonistik als Spezialisierung innerhalb der Slawistik an einigen Hochschulen angeboten, etwa an der Universität Wien, der Universität Zürich, der Universität Potsdam, der Ruhr-Universität Bochum oder der Friedrich-Schiller-Universität Jena.

## Dialekte

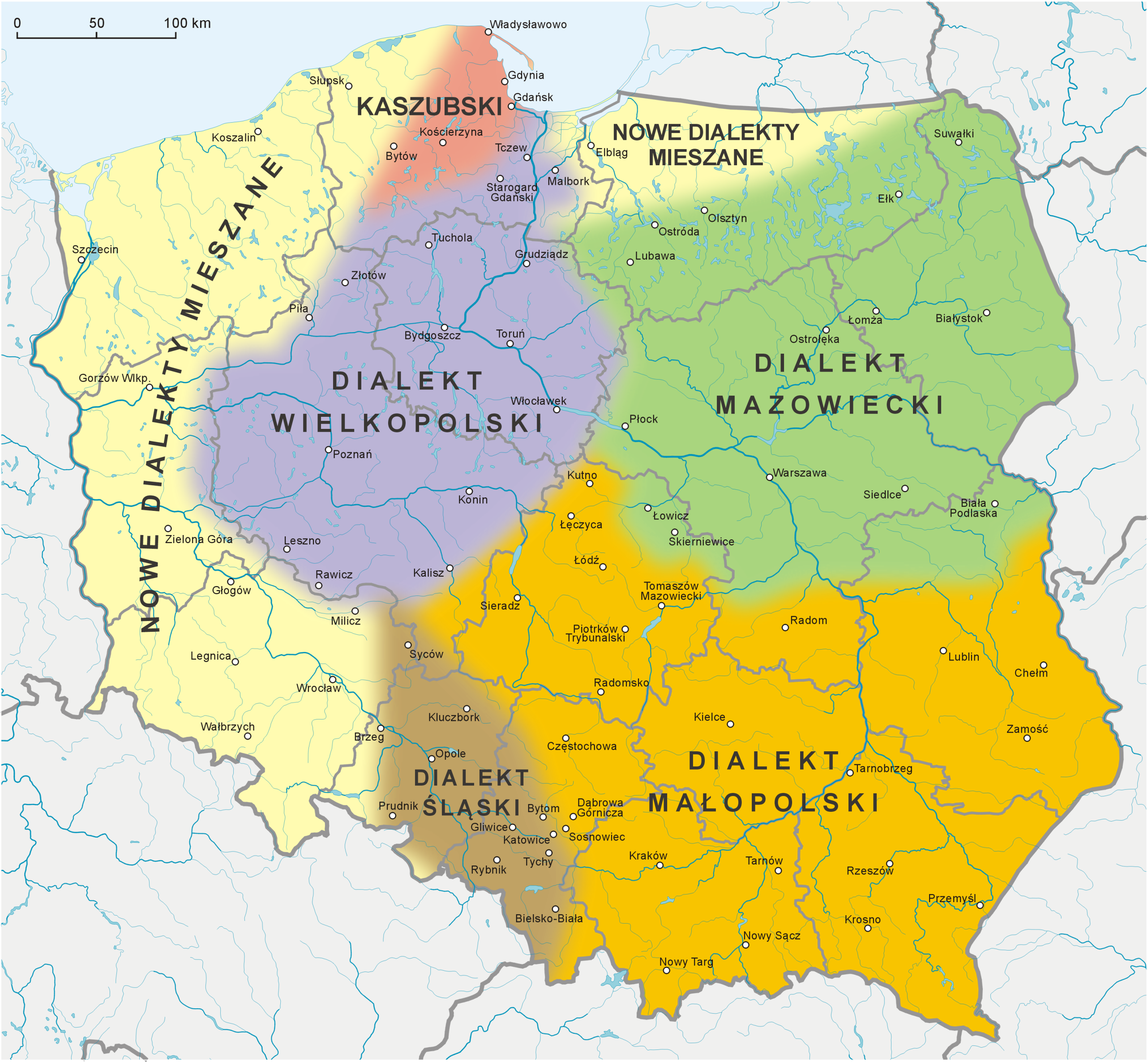
Aufteilung gemäß dem polnischen Sprachwissenschaftler Stanisław Urbańczyk (1909–2001)

Laut dem polnischen Sprachwissenschaftler Stanisław Urbańczyk lassen sich sechs Dialekte unterscheiden, die im heutigen Polen verbreitet sind, wobei das Kaschubische mittlerweile offiziell als eigenständige Sprache innerhalb der Lechischen betrachtet und als solche gelehrt wird. Diesen Status erhoffen sich auch einige Sprecher des Schlesischen. Die gesellschaftliche Rolle der Dialekte allgemein ist meistens auf die Kommunikation innerhalb der Familie und zur Stilisierung literarischer Texte beschränkt. In Schlesien oder der Kaschubei hingegen wird der jeweilige Dialekt bzw. die jeweilige Mundart oftmals zur kulturellen Identifikation gepflegt und angewandt.
- Großpolnischer Dialekt (dialekt wielkopolski) – wird im mittel-westlichen und nördlichen Polen in den Gebieten um Posen und Bromberg bis zur Weichselmündung gesprochen.
- Kleinpolnischer Dialekt (dialekt małopolski) – wird im Süden und Südosten des Landes gesprochen.
- Masowischer Dialekt (dialekt mazowiecki) – wird im Hauptstadtraum um Warschau und im Nordosten des Landes gesprochen.
- (Neue) Mischdialekte (dialekty mieszane) – werden im Westen und Nordwesten des Landes sowie in Masuren gesprochen. Bis zum Zweiten Weltkrieg lebte in diesen Gebieten ein vergleichsweise geringer Bevölkerungsanteil polnischer Muttersprachler. Die in der Kriegsfolge vertriebene deutschsprachige Bevölkerungsmehrheit wurde nach dem Krieg durch Zuzügler aus verschiedenen Teilen Polens (darunter auch aus den ehemaligen polnischen Ostgebieten) ersetzt, so dass man von einem angestammten ortsüblichen Dialekt nicht sprechen kann.
- Schlesischer Dialekt (dialekt śląski) – wird in der Region Oberschlesien gesprochen.
- Kaschubische Sprache (Język kaszubski, dialekt kaszubski) – wird im Danziger Großraum gesprochen.

## Alphabet

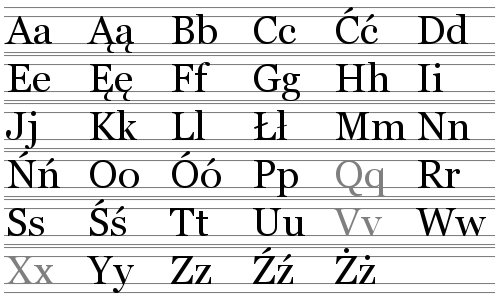
Das polnische Alphabet

Polnisch wird seit seiner frühesten Entwicklung mit dem lateinischen Alphabet geschrieben und benutzt zur Wiedergabe der speziellen polnischen Laute diakritische Zeichen. Das polnische Alphabet (im Polnischen abecadło) besteht aus 32 Buchstaben und lautet vollständig:
A, Ą, B, C, Ć, D, E, Ę, F, G, H, I, J, K, L, Ł, M, N, Ń, O, Ó, P, R, S, Ś, T, U, W, Y, Z, Ź, Ż.
Ą, Ę, Ń und Y kommen nie am Wortanfang vor (Y in Fremdwörtern), deshalb sind die entsprechenden Großbuchstaben sehr selten und nur dann in Gebrauch, wenn das ganze Wort in Großbuchstaben geschrieben wird. Zudem werden die Buchstaben Q, V und X nur in Fremdwörtern oder in Bildungen, die mit Fremdwörtern assoziiert werden sollen, benutzt. Bei den Ausspracheregeln der einzelnen Buchstaben und Buchstabenkombinationen existieren keine Ausnahmen. Jedem Buchstaben ist ein konkreter Laut zugeordnet (mit Ausnahme der Kombinationen ci, rz, si, sz, szcz, zi).

## Phonetik und Phonologie

### Vokale
Das Polnische besitzt neun Monophthonge.
|                                                                   | Vordere Vokale                                                          |                                                                         | Zentrale Vokale                                                         |                                                                         | Hintere Vokale                                                          |
| Geschlossene Vokale                                               | \| i ɨ u ɛ • ɛ̃ ɔ • ɔ̃ a e1 Allophon von ɛ in palatalisierter Umgebung \| | \| i ɨ u ɛ • ɛ̃ ɔ • ɔ̃ a e1 Allophon von ɛ in palatalisierter Umgebung \| | \| i ɨ u ɛ • ɛ̃ ɔ • ɔ̃ a e1 Allophon von ɛ in palatalisierter Umgebung \| | \| i ɨ u ɛ • ɛ̃ ɔ • ɔ̃ a e1 Allophon von ɛ in palatalisierter Umgebung \| | \| i ɨ u ɛ • ɛ̃ ɔ • ɔ̃ a e1 Allophon von ɛ in palatalisierter Umgebung \| |
| fast geschlossen                                                  | \| i ɨ u ɛ • ɛ̃ ɔ • ɔ̃ a e1 Allophon von ɛ in palatalisierter Umgebung \| | \| i ɨ u ɛ • ɛ̃ ɔ • ɔ̃ a e1 Allophon von ɛ in palatalisierter Umgebung \| | \| i ɨ u ɛ • ɛ̃ ɔ • ɔ̃ a e1 Allophon von ɛ in palatalisierter Umgebung \| | \| i ɨ u ɛ • ɛ̃ ɔ • ɔ̃ a e1 Allophon von ɛ in palatalisierter Umgebung \| | \| i ɨ u ɛ • ɛ̃ ɔ • ɔ̃ a e1 Allophon von ɛ in palatalisierter Umgebung \| |
| halbgeschlossen                                                   | \| i ɨ u ɛ • ɛ̃ ɔ • ɔ̃ a e1 Allophon von ɛ in palatalisierter Umgebung \| | \| i ɨ u ɛ • ɛ̃ ɔ • ɔ̃ a e1 Allophon von ɛ in palatalisierter Umgebung \| | \| i ɨ u ɛ • ɛ̃ ɔ • ɔ̃ a e1 Allophon von ɛ in palatalisierter Umgebung \| | \| i ɨ u ɛ • ɛ̃ ɔ • ɔ̃ a e1 Allophon von ɛ in palatalisierter Umgebung \| | \| i ɨ u ɛ • ɛ̃ ɔ • ɔ̃ a e1 Allophon von ɛ in palatalisierter Umgebung \| |
| mittel                                                            | \| i ɨ u ɛ • ɛ̃ ɔ • ɔ̃ a e1 Allophon von ɛ in palatalisierter Umgebung \| | \| i ɨ u ɛ • ɛ̃ ɔ • ɔ̃ a e1 Allophon von ɛ in palatalisierter Umgebung \| | \| i ɨ u ɛ • ɛ̃ ɔ • ɔ̃ a e1 Allophon von ɛ in palatalisierter Umgebung \| | \| i ɨ u ɛ • ɛ̃ ɔ • ɔ̃ a e1 Allophon von ɛ in palatalisierter Umgebung \| | \| i ɨ u ɛ • ɛ̃ ɔ • ɔ̃ a e1 Allophon von ɛ in palatalisierter Umgebung \| |
| halboffen                                                         | \| i ɨ u ɛ • ɛ̃ ɔ • ɔ̃ a e1 Allophon von ɛ in palatalisierter Umgebung \| | \| i ɨ u ɛ • ɛ̃ ɔ • ɔ̃ a e1 Allophon von ɛ in palatalisierter Umgebung \| | \| i ɨ u ɛ • ɛ̃ ɔ • ɔ̃ a e1 Allophon von ɛ in palatalisierter Umgebung \| | \| i ɨ u ɛ • ɛ̃ ɔ • ɔ̃ a e1 Allophon von ɛ in palatalisierter Umgebung \| | \| i ɨ u ɛ • ɛ̃ ɔ • ɔ̃ a e1 Allophon von ɛ in palatalisierter Umgebung \| |
| fast offen                                                        | \| i ɨ u ɛ • ɛ̃ ɔ • ɔ̃ a e1 Allophon von ɛ in palatalisierter Umgebung \| | \| i ɨ u ɛ • ɛ̃ ɔ • ɔ̃ a e1 Allophon von ɛ in palatalisierter Umgebung \| | \| i ɨ u ɛ • ɛ̃ ɔ • ɔ̃ a e1 Allophon von ɛ in palatalisierter Umgebung \| | \| i ɨ u ɛ • ɛ̃ ɔ • ɔ̃ a e1 Allophon von ɛ in palatalisierter Umgebung \| | \| i ɨ u ɛ • ɛ̃ ɔ • ɔ̃ a e1 Allophon von ɛ in palatalisierter Umgebung \| |
| offen                                                             | \| i ɨ u ɛ • ɛ̃ ɔ • ɔ̃ a e1 Allophon von ɛ in palatalisierter Umgebung \| | \| i ɨ u ɛ • ɛ̃ ɔ • ɔ̃ a e1 Allophon von ɛ in palatalisierter Umgebung \| | \| i ɨ u ɛ • ɛ̃ ɔ • ɔ̃ a e1 Allophon von ɛ in palatalisierter Umgebung \| | \| i ɨ u ɛ • ɛ̃ ɔ • ɔ̃ a e1 Allophon von ɛ in palatalisierter Umgebung \| | \| i ɨ u ɛ • ɛ̃ ɔ • ɔ̃ a e1 Allophon von ɛ in palatalisierter Umgebung \| |
| i ɨ u ɛ • ɛ̃ ɔ • ɔ̃ a e1 Allophon von ɛ in palatalisierter Umgebung |                                                                         |                                                                         |                                                                         |                                                                         |                                                                         |

Die nasalierten Vokale [ɛ̃] und [ɔ̃] haben eine starke Tendenz zur Diphthongierung (in Richtung [ɛ̃ɯ̃] bzw. [ɔ̃ũ]). Die Vokale werden, ob in betonter oder unbetonter Silbe, gleich lang und deutlich ausgesprochen; reduzierte Vokale oder Murmellaute kennt das Polnische nicht. Der Wortakzent liegt im Polnischen meistens auf der vorletzten Silbe (Pänultima); bei manchen Wörtern, z. B. Fremdwörtern und im Verbund gesprochenen Präpositionalphrasen, kann aber auch die letzte oder die drittletzte Silbe betont sein.

### Konsonanten und Halbvokale
Das Polnische hat 29 konsonantische Phoneme und zwei Halbvokale, d. h. Approximanten. Zusammen mit den Dialektvarianten besitzt das Polnische 35 konsonantische Phoneme.
| Artikulationsort                                                                 | Labial   | Labial      | Koronal | Koronal  | Koronal   | Koronal         | Dorsal  | Dorsal | –       |
| Artikulationsart ↓                                                               | Bilabial | Labiodental | Dental  | Alveolar | Retroflex | Alveolo-palatal | Palatal | Velar  | Glottal |
| Nasale                                                                           | m        |             | n       | n        |           |                 | ɲ       | ŋ      |         |
| Okklusive                                                                        | p b      |             | t d     | t d      |           |                 | (c ɟ)   | k g    |         |
| Frikative                                                                        |          | f v         |         | s z      | ʂ ʐ       | ɕ ʑ             | (ç)     | x ʁ1   | (ɦ)     |
| Affrikata                                                                        |          |             |         | t͡s d͡z    | t͡ʂ d͡ʐ     | t̠͡ɕ d̠͡ʑ           |         |        |         |
| Approximanten                                                                    |          |             |         |          |           |                 | j       | w      |         |
| Trills                                                                           |          |             | r̥1 r    | r̥1 r     |           |                 |         |        |         |
| Lateraler Frikativ                                                               |          |             | (ɬ)     | (ɬ)      |           |                 |         |        |         |
| Laterale Approximante                                                            |          |             | l       | l        |           |                 | (ʎ)     |        |         |
| 1Allophone in Konsonantenclustern Eingeklammerte Laute sind dialektale Varianten |          |             |         |          |           |                 |         |        |         |

## Grammatik
Das Polnische hat eine sehr freie Wortstellung, mit Tendenz zur Verbzweitstellung.
Es gibt drei Numeri:
- Singular bspw. jedno piwo („ein Bier“)
- kleiner Plural bspw. dwa piwa („zwei Biere“)
- großer Plural bspw. pięć piw („fünf Biere“)

Bis etwa zum 16. Jahrhundert kannte das Polnische folgende drei Numeri: Singular, Dual, Plural. Hinweise auf den historischen Dual gibt es noch bis heute im Wortschatz (beispielsweise bei Körperteilen, die in Paaren vorkommen). Siehe Nominativ Singular ręka („Hand“), Nominativ Plural ręce. Der heutige Plural ist ein historischer Dual. Im jeweiligen Wort ist der eigentliche Dual nur im Instrumental noch erhalten, bei allen übrigen Fällen sind Dual und Plural gleich. Siehe Singular Instrumental: ręką, Dual Instrumental: rękoma, Plural Instrumental: rękami.
Generell unterscheidet man in der polnischen Grammatik wie im Deutschen drei Genera:
- Maskulinum
- Femininum
- Neutrum

Durch den Ausbau der Belebtheitskategorie, der zu verschiedenen Schemata führt, nach denen Kasus im Singular und Plural zusammenfallen, muss man im Maskulinum drei verschiedene Kategorien unterscheiden (unbelebt, belebt und Personen), sodass moderne Grammatiken bis zu fünf Genera unterscheiden. Der Unterschied liegt in der Angleichung des Akkusativs an den Nominativ oder den Genitiv sowie in besonderen Formen für den Nominativ Plural bei männlichen Personen, hier am Beispiel eines kongruierenden Adjektivs (nowy, „neu“):
| Bezeichnung                                                           | Geltungsgruppe                                      | Beispielwort          | Akk. Sg.               | Nom. Pl.        | Akk. Pl.          |
| --------------------------------------------------------------------- | --------------------------------------------------- | --------------------- | ---------------------- | --------------- | ----------------- |
| personales Maskulinum (rodzaj męski osobowy)                          | männliche Personen                                  | nauczyciel („Lehrer“) | nowego = Gen. Sg.      | nowi            | nowych = Gen. Pl. |
| belebtes nichtpersonales Maskulinum (rodzaj męski żywotny nieosobowy) | Tiere männlichen Geschlechts, ugs. auch Gegenstände | ptak („Vogel“)        | nowego = Gen. Sg.      | nowe = Nom. Pl. | nowe = Nom. Pl.   |
| unbelebtes Maskulinum (rodzaj męski nieżywotny)                       | Gegenstände                                         | stół („Tisch“)        | nowy (stół) = Nom. Sg. | nowe = Nom. Pl. | nowe = Nom. Pl.   |
| Femininum (rodzaj żeński)                                             | weibliche Personen und Tiere, Gegenstände           | książka („Buch“)      | nową                   | nowe = Nom. Pl. | nowe = Nom. Pl.   |
| Neutrum (rodzaj nijaki)                                               | Gegenstände, Kinder, Jungtiere                      | okno („Fenster“)      | nowe                   | nowe = Nom. Pl. | nowe = Nom. Pl.   |

Das Polnische verfügt über ein ausgeprägtes Formensystem und hat das urslawische Kasussystem bewahrt: Sechs Kasus für Nomen, Pronomen und Adjektive und einen siebten Kasus für Nomen, den Vokativ, der in der höflichen, direkten Anrede gebraucht wird.
Der Nominativ ist typischerweise der Subjektkasus, der Genitiv der Possessivkasus und der Kasus des direkten Objekts in Sätzen mit Verneinung (zum Beispiel: „ich kenne des Menschen nicht“. Zitat aus der Luther-Bibel); der Dativ ist der Kasus des indirekten und der Akkusativ der des direkten Objekts. Genitiv, Dativ und Akkusativ können auch mit einigen Präpositionen verwendet werden. Der Instrumental wird hauptsächlich mit Präpositionen verwendet, außer wenn er das Instrument anzeigt. Siehe: Lateinischer ablativus instrumentalis te defendo gladio – bronię cię mieczem („ich verteidige dich mit dem Schwert“), wobei -em die Instrumentalendung bei miecz („Schwert“) ist. Der Lokativ wird ausschließlich mit Präpositionen verwendet. Wie im Deutschen ziehen manche Präpositionen mehrere Kasus nach sich, je nachdem, ob sie einen statischen Zustand („die Vögelein schweigen im Walde“) oder eine Bewegung („kommt in den Wald!“) ausdrücken.
| Fall (przypadek)         | Frage              | (pytanie)          | Beispiel            |
| ------------------------ | ------------------ | ------------------ | ------------------- |
| Nominativ (Mianownik)    | wer? was?          | kto? co?           | Jan Kowalski        |
| Genitiv (Dopełniacz)     | wessen?            | kogo? czego?       | Jana Kowalskiego    |
| Dativ (Celownik)         | wem?               | komu? czemu?       | Janowi Kowalskiemu  |
| Akkusativ (Biernik)      | wen? was?          | kogo? co?          | Jana Kowalskiego    |
| Instrumental (Narzędnik) | mit wem? womit?    | (z) kim? (z) czym? | (z) Janem Kowalskim |
| Lokativ (Miejscownik)    | über wen? worüber? | o kim? o czym?     | (o) Janie Kowalskim |
| Vokativ (Wołacz)         | (Anredeform)       | o!                 | Janie Kowalski!     |

Im Polnischen werden Substantive – im Gegensatz zum Deutschen – grundsätzlich kleingeschrieben, mit Ausnahme von Satzanfängen und Eigennamen. Es werden belebte und unbelebte Substantive unterschieden und innerhalb der belebten wiederum personale und nichtpersonale. Dies ist für die Deklination der Maskulina relevant.
Fast alle Adjektive werden nach einem Grundmuster dekliniert. Es gibt zwei Arten von Adjektiven:
- Weichstämmige: Sie laufen auf einen weichen Konsonanten oder auf k bzw. g aus und haben die maskuline Nominativendung -i.
- Hartstämmige (alle übrigen): Sie haben die Endung -y.

Verben werden nach Person, Numerus und Genus flektiert. Wie das Russische und die meisten anderen slawischen Sprachen verfügt auch das Polnische über ein kompliziertes Aspektsystem. Das Tempussystem hingegen hat eine Vereinfachung erfahren, indem drei Tempora – Aorist, Imperfekt und Plusquamperfekt – aufgegeben wurden. Das Präteritum ist somit die einzig verbliebene Vergangenheitsform. Vereinzelt trifft man, vor allem in der Schriftsprache, noch auf das Plusquamperfekt, auch wenn es als obsolet gilt.
Präpositionen sind unveränderlich und bilden zusammen mit einem Substantiv oder einem Pronomen eine Sinneinheit.

## Weibliche Namen

### Funktions- und Berufsbezeichnungen
Die Bildung femininer Formen von Funktions- und Berufsbezeichnungen (Movierung) spielt im Polnischen eine geringere Rolle als im Deutschen. Zwar können in der Regel mit Suffixen wie -ka feminine Äquivalente gebildet werden, sie sind aber deutlich seltener anzutreffen. So kann man beispielsweise zu słuchacz („Zuhörer“) die feminine Form słuchaczka („Zuhörerin“) bilden, doch empfinden viele Muttersprachler Ausdrücke wie Drodzy słuchacze, drogie słuchaczki („Liebe Zuhörer, liebe Zuhörerinnen“) als gekünstelt bzw. pedantisch und verwenden hier die maskuline Form słuchacz als generisches Maskulinum.
Ähnliches gilt bei Feminina zu Berufsbegriffen höherer Position wie dyrektor, profesor oder psycholog. Eine Direktorin oder Professorin spricht man eher mit pani dyrektor bzw. pani profesor („Frau Direktor“, „Frau Professor“) an. In dieser Verwendung wird der Titel nicht flektiert. Die weiblichen Formen sind in der Umgangssprache aber anzutreffen, in einigen Fällen (wie policjantka oder sekretarka) auch üblich.

### Nachnamenformen
Eine Eigentümlichkeit des Polnischen und weiterer slawischer Sprachen sind weibliche Formen von Nachnamen. Heißt der Vater Suchocki, so heißen seine Frau und Tochter Suchocka. Früher wurden abgesehen von jenen auf -ski und -cki auch von weiteren männlichen Nachnamen weibliche Varianten gebildet. So bekamen Nachnamen, die der Form nach Adjektive waren, im Nominativ Singular statt der männlichen Endung -y die weibliche Endung -a. Die Frau oder Tochter eines Herrn Suchy oder Chudy hieß dann Sucha, Chuda. Alle anderen Nachnamen bekamen das Suffix -owa oder -yna (für verheiratete Frauen) und -ówna oder -anka (für unverheiratete Frauen) angehängt. Der Vater hieß etwa Łasiewicz, die Frau Łasiewiczowa, die Tochter Łasiewiczówna oder, mit Stammkonsonantenänderung männlich Skarga, weiblich-verheiratet Skarżyna und weiblich-unverheiratet Skarżanka.
Der Gebrauch dieser Formen, mit der Ausnahme von -ski und -cki, schwindet jedoch allmählich und ist nicht mehr amtlich. Einige ältere Frauen führen noch immer ihren weiblichen Namen (auch in der Fräulein-Form, wie z. B. Anna Świderkówna). Dieser Schwund der suffixalen Verweiblichung von Nachnamen ist einerseits praktisch, andererseits geht er mit einem gewissen Nachteil einher, denn der Systemzwang der polnischen Grammatik erfordert, dass nicht-verweiblichte, maskulin (im grammatischen Sinne) klingende Nachnamen von Frauen nicht flektiert werden, bzw. in allen Fällen endungslos bleiben. „Die Postulate von Frau Steinbach“ lautet dann auf Polnisch postulaty pani Steinbach, nicht Steinbacha (mit der regelmäßigen maskulinen Genetiv-Endung -a). Konsequenterweise muss man – hat man eine Kollegin namens Chudy – ebenso dokumenty od pani Chudy sagen, auch wenn man sie gewöhnlicherweise nicht „Frau Chudy“, sondern schlichtweg Chudy (etwa: „die Chudy“) nennt, da dokumenty od Chudy absolut inakzeptabel klingt („Unterlagen von Frau/dem Chudy“). In solchen Fällen wird häufig wieder auf die alte Form zurückgegriffen und bspw. dokumenty od Chudej genutzt, mit der femininen Genitivendung -ej, als wäre der Name der Kollegin Chuda.

## Sprachdynamik

### Gegenwärtiger Sprachwandel
Wie jede lebende Sprache unterliegt auch das Polnische im Laufe der Zeit gewissen Entwicklungen und Einflüssen, sowohl in der Grammatik als auch im Wortschatz. Manche Änderungen werden zu einem festen Bestandteil der Sprache, andere wiederum hinterlassen kaum Veränderungen oder geraten in Vergessenheit.
Grammatik
Eine gegenwärtig zu beobachtende Veränderung besteht darin, dass die maskuline „unbelebte“ Sachform durch die maskuline „belebte“ Sachform ersetzt wird. Viele Wörter, die bisher als eindeutig unbelebt betrachtet wurden, werden umgangssprachlich und vor allem in der Jugendsprache als belebt angesehen. Dies äußert sich dadurch, dass der Akkusativ dem Genitiv gleicht und nicht, wie bisher, dem Nominativ. Oft (noch in der Umgangssprache) anzutreffende Formen sind mieć pomysła („eine Idee haben“) oder obejrzeć filma („einen Film ansehen“).
Doch die meisten Neologismen und Fremdwörter, die sich auf nichtmaterielle oder nichtwahrnehmbare Begriffe beziehen, nehmen auch in der offiziellen Sprache die maskuline belebte Sachform an. Beispiel: dostać e-maila/SMSa („eine E-Mail/SMS bekommen“).
Wortschatz
Es werden immer mehr Wörter aus dem Englischen entlehnt. Gleichzeitig verschwinden viele französische und russische Fremdwörter. Eine Erscheinung ist die Änderung mancher französischer Fremdwörter von der französischen in die englische Aussprache, z. B. wird image wie im Englischen imidż ausgesprochen und nicht länger wie im Französischen imaż.
In den letzten Jahren flossen einige bisher vulgäre Ausdrücke in die Umgangssprache ein; z. B. machte das Adjektiv zajebisty eine vergleichbare Entwicklung durch wie das deutsche „geil“. Auf der anderen Seite werden im Rahmen der politischen Korrektheit manche Wörter als stärker beleidigend empfunden als früher. Beispielsweise ist es heute nicht mehr angebracht pedał („schwul“) zu benutzen (außer in der Bedeutung „Pedal“), das Wort gej (von engl. gay) oder homoseksualista („Homosexueller“) haben es ersetzt.
Aussprache
Da zunehmend Wörter aus dem Englischen mit entsprechend andersartiger Sprachstruktur entlehnt werden, verbreiten sich diesbezüglich bisher selten anzutreffende Lautverbindungen. So erscheint nun z. B. i nach alveolaren Lauten t, d, s, z, r (siehe tir, didżej, ring).
Dialektstruktur
Die Dialekte der polnischen Sprache vereinheitlichen sich zusehends im Zusammenhang mit der Umsiedlung der Bevölkerung nach dem Zweiten Weltkrieg, der Verstädterung sowie den (standardsprachlichen) Einflüssen der Massenmedien und der Bildung. Die Dialekte sind unter der jüngeren Generation kaum ausgeprägt, davon ausgenommen sind jedoch der goralische und der schlesische Dialekt, die im Augenblick nicht vom Aussterben bedroht sind. Mehrheitlich wird bereits Standardpolnisch als Muttersprache gesprochen.

### Einfluss des Polnischen im Deutschen
Es wurden nur relativ wenige polnische Wörter in das Deutsche übernommen. Beispiele:
1. „Grenze“, das seinen Ursprung vom im 12./13. Jahrhundert aus dem Altpolnischen entlehnten graniza/graenizen/greniz hat, erreichte von den östlichen Kolonisationsgebieten aus allmählich das deutsche Sprachgebiet und verdrängte das fränkische Wort Mark.
2. „Gurke“ wurde aus dem Polnischen (ogórek) ins Deutsche übernommen. (Die Herkunft ist jedoch mittelgriechisch αγγούρι(ο)ν angouri(o)n, das vom altgriechischen ἄωρος aōros „unreif“ abstammt.)
3. „Säbel“ (szabla) kam aus dem Polnischen ins Deutsche, ebenso Namen einiger Vogelarten, zum Beispiel Stieglitz (szczygieł).
4. Der deutsche Ausruf „dalli“ geht auf polnisch dalej („weiter“, „vorwärts“) zurück.[19]
5. Das deutsche umgangssprachliche Wort „Penunze“ ist aus einem polnischen Dialekt übernommen, in dem man pieniądze nicht [pʲɛ'ɲɔndzɛ] ausspricht, sondern mit u statt ɔ. (pieniądze hat darüber hinaus denselben Ursprung wie Pfennig und Penny.)
6. Im Ruhrgebiet (Ruhrdeutsch) wird das ursprünglich polnische Wort „Mottek“ (młotek) für einen Hammer benutzt, eine alte Frau wird als „Matka“ (matka, „Mutter“) bezeichnet. In der Jugendsprache wird für Geld manchmal auch „Schlotten“ gesagt, im Polnischen heißt die Währung Złoty (der „Goldene“).
7. Wenn man „einen pitschen“ ging (pić, „trinken“), meinte man früher meist einen Kaffee trinken. Diese Wendung ist aber veraltet und wird in der Jugendsprache neu besetzt. Nun geht man alkoholische Getränke konsumieren, wobei „sich einen pitschen“ so viel wie „sich betrinken“ heißt.[20]
8. In Ostösterreich wird die Schulnote 5 („nicht genügend“) mitunter als „pintsch“ (von pięć, „fünf“) bezeichnet.
9. Für das diakritische Zeichen, das im polnischen Alphabet zur Bezeichnung der Nasale benutzt wird, wird auch in deutschen Texten gelegentlich der Ausdruck Ogonek benutzt.
10. In der Deutschrap-Szene hat der Ausdruck „lellek“ (Ziegenmelker) als Beleidigung Einzug gehalten.[21]

### Deutsche Lehnwörter im Polnischen
Insbesondere im Mittelalter kam es im Zuge der deutschen Ostsiedlung zu einem intensiven nachbarschaftlichen Kontakt zwischen Polen und Deutschen respektive Österreichern, und zwar nicht nur in den späteren deutschen Ostgebieten, sondern auch in Zentralpolen, wo über viele Jahrhunderte bedeutende deutsche Minderheiten in den Städten lebten (z. B. in Krakau). Bei vielen Stadtgründungen in Ostmitteleuropa spielten Deutsche eine wichtige Rolle und viele Städte erhielten nach ihrer Gründung das Magdeburger Recht. In dieser Zeit gelangten viele deutsche Wörter vor allem in den Bereichen Bauhandwerk, Wirtschaft und Verwaltung ins Polnische (Germanismen). Eine zweite Phase des späteren Einflusses bestand im Zeitraum der polnischen Teilungen 1772–1918, als große Teile Polens unter preußisch-deutscher oder österreichischer Herrschaft standen. Bis heute gelangen weitere Wörter in den Sprachgebrauch.
Liste deutscher Lehnwörter im Polnischen (Auswahl):
- barwa – Farbe (mittelhochdeutsch „varwe“)
- bawełna – Baumwolle
- blacha – Blech
- blat – Blatt, Platte
- brytfanna – Bratpfanne
- burmistrz – Bürgermeister
- cegła – Ziegel
- cukier – Zucker
- cel – Ziel
- cela – Zelle
- chata – Hütte
- cyferblat – Zifferblatt
- cytryna – Zitrone
- dach – Dach
- dekiel – Deckel
- drukować – drucken, drücken
- drut – Draht
- fach – Fach
- fajerwerk – Feuerwerk
- fajnie – fein, toll (Adv.)
- fajrant – Feierabend
- fałda – Falte
- fałsz – falsch, Lüge
- farba – Farbe (Flüssigkeit)
- felga – Felge
- filc – Filz
- flaszka – Flasche (ugs.)
- flauta – Flaute
- frajda – Freude
- frajer – Freier
- fryzjer – Frisör
- fuga – Fuge (Zwischenraum)
- furman – Kutscher(in) (von „Fuhrmann“)
- futerał – Futteral
- ganc egal – ganz egal
- ganek – Gang, Stollen
- garbarz – Gerber
- gaz – Gas
- geszeft – Geschäft (Verhandlung)
- gmina – Gemeinde
- grabarz – Totengräber
- grat – Gerät
- gruby – grob, dick
- grunt – Grund, Boden
- gwałt – Gewalt
- gwint – Gewinde
- haftować – heften, sticken
- hak – Haken
- hala – Halle
- handel – Handel
- hebel – Hobel
- holować – schleppen (von „holen“)
- huta – Hütte (Industrieanlage)
- jarmark – Jahrmarkt
- kabel – Kabel
- kac – Katzenjammer, Kater (Unwohlsein)
- kajuta – Kajüte
- kanclerz – Kanzler
- kant – Kante
- kapsel – Kapsel
- karta – Karte, Ausweis
- kartofel – Kartoffel (ugs.)
- kasa – Kasse
- komin – Kamin
- kelner – Kellner
- kielich – Kelch
- kielnia – Kelle
- kiermasz – Kirmes, Markt
- kicz – Kitsch
- kino – Kino
- kit – Kitt
- klej – Kleber
- kleks – Klecks
- klejnot – Kleinod
- knajpa – Kneipe
- kształt – Gestalt
- kubeł – Kübel
- kula – Kugel
- kumpel – Kumpel
- kunszt – Kunst
- kurort – Kurort
- kuśnierz – Kürschner
- lada – Ladentisch
- ląd – Land
- luka – Lücke
- luz – lose, Lässigkeit
- luzem – lose (Adv.), mit Leichtigkeit
- ładować – laden
- majstersztyk – Meisterstück
- malować – malen
- marszruta – Marschroute
- mistrz auch majster – Meister
- mur – Mauer
- murarz – Maurer
- murować – mauern
- obcas – (Schuh-)Absatz
- ofiara – Opfer
- pakować – packen
- parkować – parken
- pech – Pech
- pielęgnować – pflegen
- plac – Platz
- plajta – Pleite
- próbować – (aus-)probieren
- przeflancować – pflanzen
- rabować – (aus-)rauben
- radzić – raten
- rajzefiber – Reisefieber
- ratować – retten
- ratusz – Rathaus (mittelhochdeutsch „rathus“)
- realpolityka – Realpolitik
- regał – Regal
- rentgen – Röntgen
- rudel – Rudel
- rura – Rohr, Röhre
- rycerz – Ritter
- rygiel – Riegel
- rynek – (Markt-)Platz (von „Ring“)
- rynna – (Dach-)Rinne
- rynsztok – Rinnstein, Gosse
- smak – Geschmack
- smar – Schmiere
- sołtys – Schultheiss
- spichlerz – Speicher
- stempel – Stempel
- strudel jabłkowy – (Apfel-)Strudel
- szacować – schätzen
- szacunek – (Wert-)Schätzung
- szajs – Scheiß (ugs.)
- szalunek – Verschalung
- szkic – Skizze
- szlaban – Schlagbaum
  - mieć szlaban – Haus- bzw. Stubenarrest haben
- szlafrok – Bademantel (von „Schlafrock“)
- szlagier – Schlager
- szlak – Schlag
- szlam – Schlamm
- szlif – Schliff
- szlochać – schluchzen
- szlus – Schluss (Ausruf)
- sznurek – Schnur
- szpachla – Spachtel
- szpadel – Spaten
- szpilka – Spitze
- szpital – Spital, Krankenhaus
- szprycha – Speiche
- szrot – Schrott
- sztab – Stab
- sztafeta – Staffel
- sztorm – (See-)Sturm
- sztuka – Stück, Kunst
- sztywny – steif
- szuflada – Schublade
- szwagier – Schwager
- szwindel – Schwindel
- szyba – Scheibe
- szyberdach – Schiebedach
- szyld – Schild
- szyna – Schiene, Gleise (Pl.)
- szynka – Schinken
- śruba – Schraube
- tafla – Tafel, Fläche
- taniec – Tanz
- tankować – tanken
- talerz – Teller
- trafiać – treffen
- tygiel – Tiegel
- urlop – Urlaub
- wagon – Waggon, Wagen
- walać – sich herumwälzen
- walc – Walzer
- walec – Walze
- wanna – Wanne
- warsztat – Werkstatt
- wart – wert
- wata – Watte
- weksel – Wechsel
- wihajster – Dingsda (von „Wie heißt er?“)
- wójt – Vogt
- wrak – Wrack
- wyklarować – (er-)klären
- wytrych – Dietrich
- żołd – Sold
- żołnierz, abwertend żołdak – Soldat, Söldner

### Einflüsse anderer Sprachen
Im 16. Jahrhundert nahmen die Einflüsse des Italienischen und Französischen zu und dauerten bis zum Ende des 19. Jahrhunderts an.
Ab der zweiten Hälfte des 20. Jahrhunderts dominiert das Englische, was vor allem in den Bereichen Technologie und Wissenschaft, Wirtschaft, Sport, Freizeit und im Alltagsleben deutlich wird.

## Sprachbeispiel
Allgemeine Erklärung der Menschenrechte:
Wszyscy ludzie rodzą się wolni i równi pod względem swej godności i swych praw. Są oni obdarzeni rozumem i sumieniem i powinni postępować wobec innych w duchu braterstwa.

[ˈfʂɨsʈ͡sɨ ˈluʥɛ ˈrɔdzɔ̃ ɕɛ ˈvɔlɲi i ˈruvɲi pod‿ˈvzglɛndɛm sfɛj gɔdˈnɔɕt̠͡ɕi i sfɨx praf # sɔ̃ ˈɔɲi ɔbdaˈʐɛɲi rɔˈzumɛm i suˈmʲeɲɛm i pɔˈvʲinɲi pɔstɛmˈpɔvat̠͡ɕ ˈvɔbɛt͡s ˈinnɨx v‿ˈduxu braˈtɛrstfa]
Alle Menschen sind frei und gleich an Würde und Rechten geboren. Sie sind mit Vernunft und Gewissen begabt und sollen einander im Geist der Brüderlichkeit begegnen.